# Fan service
 (mai 2025).
Si vous disposez d'ouvrages ou d'articles de référence ou si vous connaissez des sites web de qualité traitant du thème abordé ici, merci de compléter l'article en donnant les références utiles à sa vérifiabilité et en les liant à la section « Notes et références ».
 (décembre 2014).
- Si vous ne connaissez pas le sujet, laissez ce bandeau (vous pouvez alors contacter les auteurs).
- Si vous supprimez le contenu mis en cause (vous pouvez préalablement contacter les auteurs),

argumentez précisément cette suppression dans la page de discussion
(un manque de référence n'est pas un argument ; une recherche réelle de référence doit avoir été effectuée, être formellement documentée).

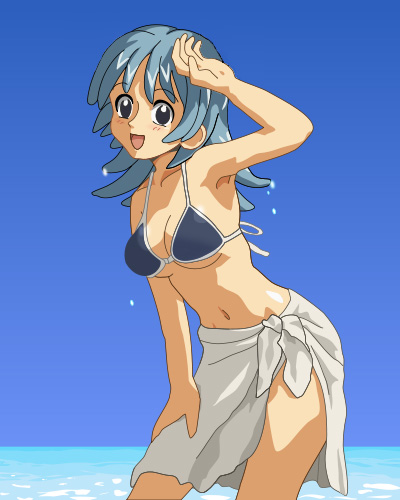
Les personnages féminins en maillot de bain sont un type de fan service.

Le fan service (ファンサービス, fan sābisu) (ou fanservice, abrev. fanserv) est une pratique qui consiste à alimenter la passion des fans et leurs fantasmes avec des contenus digressifs ou superflus qui leur sont spécialement destinés, généralement par le biais de situations à forte connotation sexuelle ou érotique.
En Occident, l'expression de « fan service » dans les animés a une connotation négative et est souvent prise pour une forme de racolage ou de vulgarité gratuite. Dans les films et les séries occidentales, il peut aussi prendre une signification différente. Il désigne ainsi l'utilisation redondante et maladroite de références censées faire plaisir aux fans (apparition d'acteurs ou de personnages culte, catch-phrases répétitives, lieux ou situations faisant un clin d'œil au film de base) notamment dans les reboots contemporains (années 2010-2020) des classiques des années 1970 jusqu'au début des années 2000. Citons par exemple la réunion des trois acteurs de Spider-man dans Spider-Man: No Way Home de 2021 (Tom Holland, Tobey Maguire et Andrew Garfield), l'apparition de l'androïde ASH (interprété par Ian Holm dans Alien, le huitième passager de 1979) dans le film Alien: Romulus de 2024 ou la présence des acteurs culte (Sam Neill, Laura Dern et Jeff Goldblum) dans Jurassic World : Le Monde d'après (2022).

## Usage
Ce terme est à la base employé dans le cadre de l'animation japonaise et des mangas bien qu'il soit présent dans tous les médias. On le rencontre principalement dans les séries de types shōnen et le terme a tendance à se populariser à d'autres médias, notamment les comics. 
Le fan service peut se manifester de bien des manières et peut être aussi bien subtil que vulgaire, s'intégrer de manière harmonieuse dans le récit ou être totalement déplacé.
Il peut englober indifféremment des références ou clins d'œil destinés aux fans, des plans rapprochés sur l'anatomie des personnages féminins, des situations ambiguës entre deux personnages (du même sexe ou non) ou tout autre plan ou scène susceptible de raviver l'attention des fans. Cette pratique est devenue suffisamment courante pour que certains genres, comme le kodomo, se définissent par l'absence de fan service.

## Exemples
Le fan service est par nature très subjectif ; on peut y intégrer par exemple les simples références susceptibles d'être comprises spécifiquement par les fans ou encore les explications pseudoscientifiques (techno-babble), comme dans Evangelion. Il existe toutefois certaines pratiques récurrentes largement considérées comme étant du fan service.

### Le ecchi «H»
Les scènes à forte connotation sexuelle ou érotique sont un des grands classiques du fan service. C'est la forme la plus visible, la moins subtile et la plus associée au phénomène.

#### Les douches et bains
Très populaires dans les animés des années 1980 et 1990, les scènes de douches ne sont en général qu'un prétexte pour déshabiller un personnage sans que cela serve un quelconque ressort scénaristique ou romantique. Plus récemment, les scènes d'onsen tendent à les remplacer, car celles-ci permettent des scènes de groupe tout comme les bains publics qui, eux, tendent à disparaître depuis les années 1980.

#### Gainax Bounce: animation réaliste des seins
Forme de fan service créé par les studios Gainax, consistant en une animation réaliste, voire surréaliste, des seins. L'origine de ce terme se trouve dans l'une des scènes de Gunbuster (série d'OAV de la Gainax), où l'héroïne Noriko marche d'un pas déterminé vers la caméra.

#### Maid: personnage en costume de soubrette

Wikipe-tan en costume de soubrette.

Forme de fan service consistant à mettre en scène des personnages, surtout féminins, en costume de domestique. Cette pratique consiste à titiller la fibre fétichiste de certains fans ; c'est pourquoi le costume n'a en général qu'une vague ressemblance avec un costume de soubrette traditionnel.

#### Panty shot: plan serré de culotte
Forme de fan service consistant à réaliser des plans serrés sur les culottes des personnages féminins. En général, ce type de fan service s'accompagne d'un raccourcissement excessif des jupes. Ce terme est aussi valable pour les plans serrés sur les fesses ou l'entrejambe des personnages en combinaison moulante où, comme pour les jupes, les combinaisons ont une forte tendance à rétrécir. Ikki Tousen en donne l'exemple parfait, avec, dans chaque épisode, des plans serrés sur les culottes ainsi que des jupes / tenues excessivement courtes.

### Caméo/guest stars
Forme de fan service qui vise à insérer un personnage très populaire dans une œuvre qui ne le concerne pas, parfois sans l'associer au scénario, ou de manière superficielle.